# ترس یکم

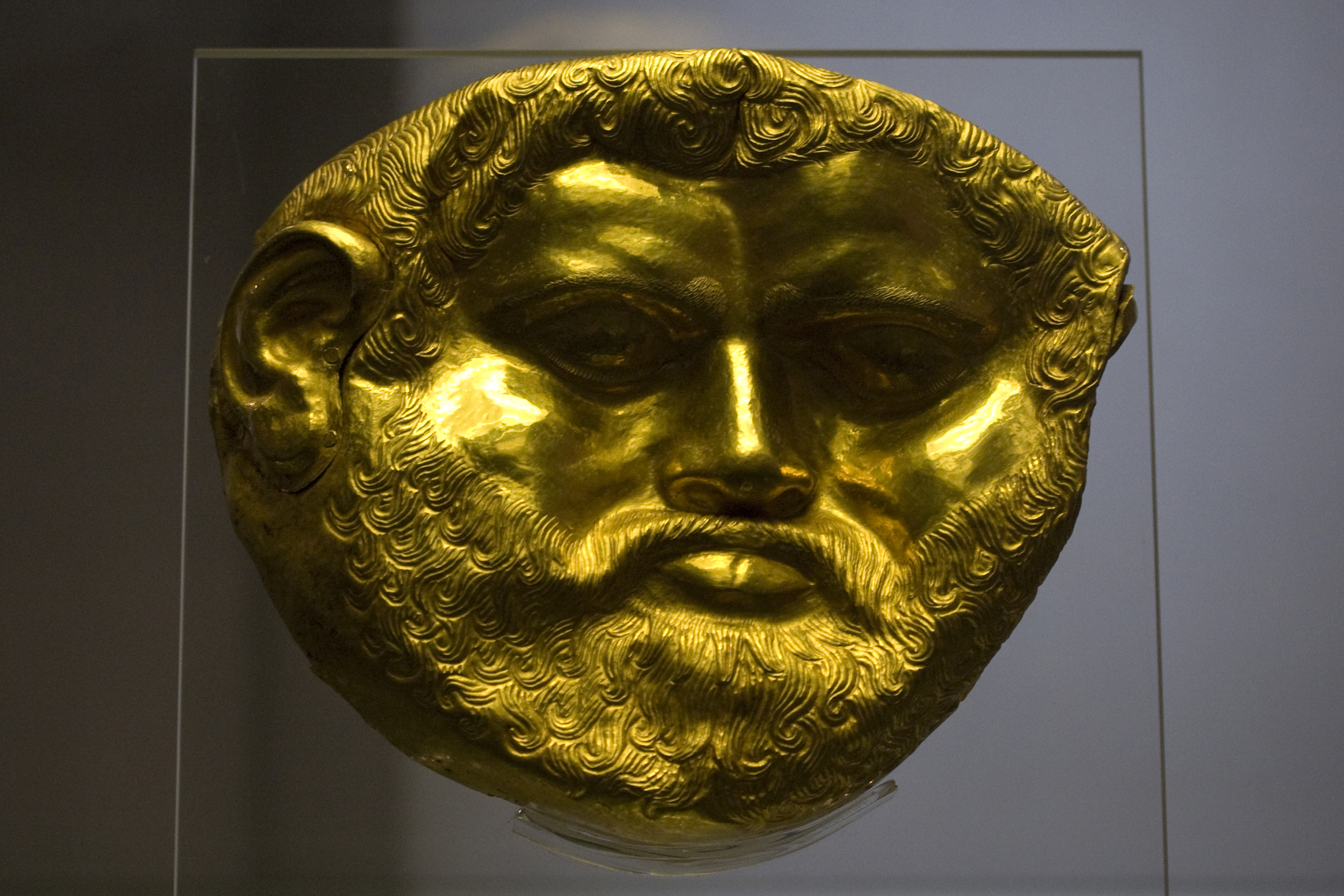
ترس یکم

تِرِس اول (۴۶۰-۴۴۵ ق. م.) اولین شاه سرزمین تراکیه بود. او ۴۰ قبیله تراکی را به زیر یک پرچم درآورد. او به خاطر فتوحات نظامی اش شهره بود و بیشتر عمرش را در میدان‌های جنگ سپری کرد. او در طی یک لشکرکشی نظامی در ۴۴۵ ق. م. مرد. مورخان معتقدند این عملیات بر ضد قوم تریبالی بوده‌است. (قوم تریبالی نواحی وسیعی در شمال تراکیه را در دست داشتند.)
جای او را پسرش، سیتالسِس، گرفت. سیتالسس دلاوری پدرش را به ارث برد و تمامی قبایل را دعوت کرد که برای علیه مقدونیه جنگی را آغاز کنند.